# ویلوو آیلند (نبراسکا)
ویلوو آیلند(به انگلیسی: Willow Island) شهری در ایالت نبراسکا کشور ایالات متحده آمریکا است که جمعیت آن در سرشماری سال ۲۰۱۰ میلادی، ۲۶ نفر بوده‌است.